# Saint-Saud-Lacoussière
Saint-Saud-Lacoussière là một xã, nằm ở tỉnh Dordogne vùng Aquitaine của Pháp. Xã này có diện tích 58,04 km², dân số năm 2005 là 861 người. Xã nằm ở khu vực có độ cao trung bình 295 m trên mực nước biển.

## Thông tin nhân khẩu
| Năm    | 1962  | 1968  | 1975  | 1982  | 1990 | 1999 | 2005 |
| ------ | ----- | ----- | ----- | ----- | ---- | ---- | ---- |
| Dân số | 1 468 | 1 284 | 1 148 | 1 045 | 951  | 868  | 861  |